# Sölve, Sölvesborg
Sölve är ett bostadsområde i östra delen av tätorten Sölvesborg i Sölvesborgs kommun, Blekinge län. Sölve var tidigare en fristående ort i Sölvesborgs socken. Området är en av två stadsdelar i Sölvesborg som inte ligger på Sölvesborgshalvön. Sölve räknas istället till Listerlandet.
Sölve genomskars fram till 1995 av E22, men den gamla riksvägen är numera en stadsgata med tillhörande hastighetsbegränsning och avsmalning.
Vid historiska utgrävningar har fynd inom byn gjorts, men deras datering är osäker och kan enbart hänföras till förhistorisk tid.